# Sinis

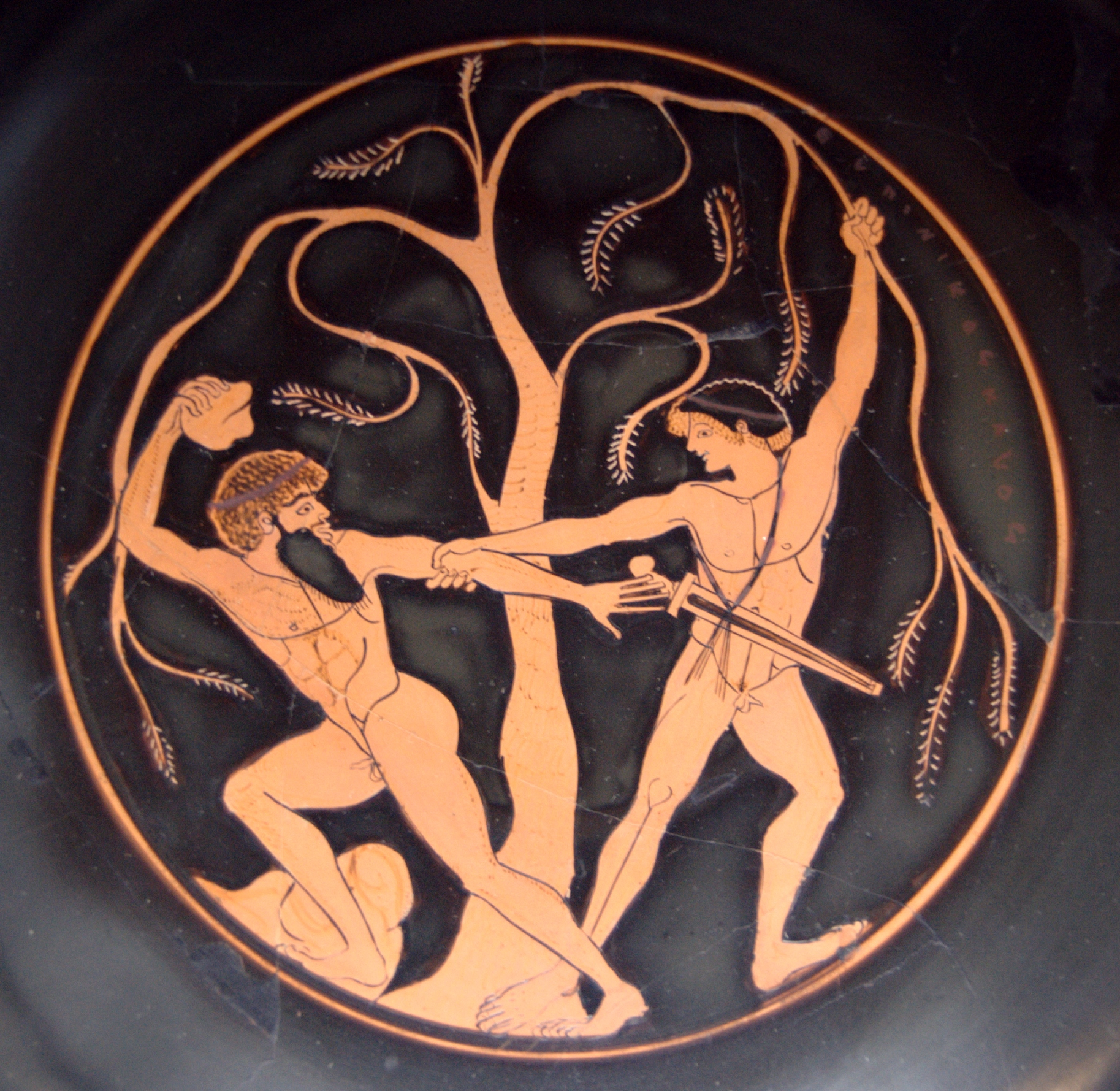
Thésée et Sinis, kylix attique à figures rouges, 490-480 av. J.-C., Staatliche Antikensammlungen (Inv. 8771).

Dans la mythologie grecque, Sinis (en grec ancien Σίνις) est un brigand de l'isthme de Corinthe, fils de Poséidon et Sillée.  Lucien de Samosate le surnomme « Pytocamptès » (courbe-pins).
Dans le pseudo-Apollodore (Bibl. III, 16, 2), Sinis est le fils de Polypémon & de Sylée (fille de Corinthos) & son surnom est "πιτυοκάμπτης (pityokamptès)" (courbeur de pins).

## Mythologie
Géant doué d'une force prodigieuse, il rançonne et torture les voyageurs sur la route allant de Trézène à Athènes en les écartelant entre deux pins dont il courbait les cimes pour y attacher ses victimes par les pieds. Thésée met fin à ces crimes en lui faisant subir le même sort. Il s'unit ensuite (ou fait violence selon les traditions) à sa fille Périgouné ; une version rapportée par l’historien Istros dit qu'il l'a enlevée. Selon Plutarque, cela pourrait être en l'honneur de Sinis, pour expier son crime, que Thésée créa les jeux isthmiques. 

## Interprétation
Dans les Mémorables, Xénophon représente Sinis, qu’il confond avec la violence faite aux étrangers, dont il fait un modèle.

## Sources
- Pseudo-Apollodore, Bibliothèque [détail des éditions] [lire en ligne] (III, 16, 2).
- Ovide, Métamorphoses [détail des éditions] [lire en ligne] (VII, 440-442).
- Pausanias, Description de la Grèce [détail des éditions] [lire en ligne], I.
- Plutarque, Vies parallèles [détail des éditions] [lire en ligne] (Thésée : VIII ; XXV ; XXIX).
- Xénophon, Mémorables (II, 38, 5).
- Hygin, Fables [détail des éditions] [(la) lire en ligne], s.v. XXXVIII Les travaux de Thésée (2)